# Liste des anciennes communes de La Réunion
Cette page a pour objectif de retracer toutes les modifications communales dans le département de La Réunion : les anciennes communes qui ont existé, ainsi que les créations, et les modifications officielles de nom.
Le découpage communal sur l'île de la Réunion est mis en place en 1828. L'île compte alors 11 communes. Depuis lors, 13 communes ont été créées, essentiellement à la fin du XIX e siècle.
Aujourd'hui (au 1er janvier 2025), on dénombre 24 communes dans ce département, un nombre peu important dans un département très peuplé.

## Créations
| Nouvelle commune        | Commune affectée | Mode de création | Date (et nature) de la décision                   | Date d'effet                |
| ----------------------- | ---------------- | ---------------- | ------------------------------------------------- | --------------------------- |
| La Rivière              | Saint-Louis      | Démembrement     | 16 mars 2017 (Arrêté) (Annulé le 7 décembre 2017) | 1er janvier 2018            |
| Cilaos                  | Saint-Louis      | Démembrement     | 5 février 1965 (Arrêté)                           | 5 février 1965              |
| Petite-Île              | Saint-Pierre     | Démembrement     | 2 mars 1935 (Loi),                                | 2 mars 1935 (Loi),          |
| Le Tampon               | Saint-Pierre     | Démembrement     | 21 mars 1925 (Loi)                                | 21 mars 1925 (Loi)          |
| La Plaine-des-Palmistes | Saint-Benoît     | Démembrement     | 20 février 1899 (Loi)                             | 20 février 1899 (Loi)       |
| Salazie                 | Saint-André      | Démembrement     | 20 février 1899 (Loi)                             | 20 février 1899 (Loi)       |
| Les Trois-Bassins       | Saint-Leu        | Démembrement     | 27 février 1897 (Loi)                             | 27 février 1897 (Loi)       |
| Le Port                 | La Possession    | Démembrement     | 22 avril 1895 (Loi)                               | 22 avril 1895 (Loi)         |
| Les Avirons             | Saint-Louis      | Démembrements    | 11 juin 1893 (Loi)                                | 11 juin 1893 (Loi)          |
| L'Étang-Salé            | Saint-Louis      | Démembrements    | 11 juin 1893 (Loi)                                | 11 juin 1893 (Loi)          |
| La Possession           | Saint-Paul       | Démembrement     | 14 août 1890 (Loi)                                | 14 août 1890 (Loi)          |
| Bras-Panon              | Saint-Benoît     | Démembrement     | 24 février 1882 (Loi)                             | 24 février 1882 (Loi)       |
| Entre-Deux              | Saint-Pierre     | Démembrement     | 24 février 1882 (Loi)                             | 24 février 1882 (Loi)       |
| Saint-Philippe          | Saint-Joseph     | Démembrement     | 4 octobre 1830 (Ordonnance)                       | 4 octobre 1830 (Ordonnance) |

## Modifications de nom officiel
| Ancien nom  | Nouveau nom       | Date (et nature) de la décision |
| ----------- | ----------------- | ------------------------------- |
| RÉUNION     | LA RÉUNION        | 28 mars 2003 (Loi)              |
| Île Bourbon | Île de la Réunion | 7 mars 1848 (Arrêté)            |

## Modifications de limites communales
| La commune de ...       | cède du territoire à la commune de... | précisions                              | Date (et nature) de la décision |
| ----------------------- | ------------------------------------- | --------------------------------------- | ------------------------------- |
| La Plaine-des-Palmistes | Saint-Pierre                          | Circonscription de la Plaine des Cafres | 13 juillet 1873 (Décret)        |